# Джиро д’Италия 2008
Джиро д’Италия 2008 (итал. Giro d'Italia 2008) — 91-я супервеломногодневка по дорогам Италии. Стартовала в Палермо 10 мая, завершилась в Милане 1 июня. Победил испанский гонщик Альберто Контадор ехавший за велокоманду «Астана». Вторым и третьим стали соответственно итальянец Риккардо Рикко и Марзио Брузегин
Контадор взял лидерство после второго горного этапа, проводимого на Маромладе, финишировав почти на пятнадцать минут раньше предыдущего лидера Габриэля Бозиза. За несколько дней до этого, генеральную классификацию гонки возглавлял Джованни Висконти, который участвовал в отрыве и выиграл на шестом этапе с таким временем, что розовая майка не слезала с его плеч больше недели. На финальной неделе гонки, Контадор столкнулся с серьёзным сопротивлением Рикко и защитой чемпиона Джиро Данило Ди Лука. Хотя Контадор не выиграл ни одного этапа, он оказался достаточно выносливым для того чтобы к конечном счёте возглавить гонку.
Команда CSF Group-Navigare выступила в гонке достаточно хорошо чтобы завоевать титул самой быстрой команды, а также стать лидером горной классификации. В августе 2008, победитель горной классификации Эмануэль Селла был обвинён в использовании запрещенного препарата MIRCERA (производное эрипротеина) по результатам междусоревновательного контроля проводимого Международным Союзом Велосипедистов (UCI).
Он впоследствии признал факт допинга, а также выдал своего поставщика Матео Примо игрока той же команды. Карьера обоих гонщиков была приостановлена.
Рикко, получивший положительные тесты на допинг во время Тур де Франс 2008, также оказался заподозренным в примирении оных при проведении Джиро.

## Участники
На старт вышли 22 команды, по 9 гонщиков в каждой. В гонке приняли участие 16 команд UCI ProTeams (все, кроме Bouygues Télécom и Crédit Agricole) и 6 команд UCI Continental (LPR Brakes-Ballan, Barloworld, CSF Group-Navigare, Diquigiovanni-Androni, Slipstream-Chipotle и Tinkoff Credit Systems).